# Lounge
El lounge és un gènere de música, una variació, principalment del jazz, que es coneix des de la dècada del 1950. Es caracteritzava per presentar ritmes sensuals i desproveïts d'una instrumentació recarregada. Està basat en els abundants sons del Swing i el Big Band de la dècada de 1950, combinat amb idees del worldbeat, per a convertir-se en un híbrid sonor molt agradable i de fàcil escoltar. El lounge és sobretot un “manera d'interpretació”, pel qual poden passar gèneres tan diversos com jazz, bossa nova, mambo, chachachá, música ètnica o electrònica. S'ha de considerar com pare d'aquest gènere musical al músic mexicà Juan García Esquivel.
El terme lounge podria traduir-se al català com vestíbul o saló de descans; el lloc d'un hotel on es pot seure a beure alguna cosa, conversar i escoltar música suau. Per extensió, la paraula va passar a designar a tota una cultura dedicada al plaer, la comoditat i l'elegància. Si avui l'estètica lounge és una opció de moda, l'hi deu a la indústria discogràfica de finals de la dècada dels 90'.
En l'actualitat, el lounge és una variació del House que es diferencia del chill out principalment perquè el lounge és sobretot ballable i està compost amb successions harmòniques de jazz. Lounge és un concepte que pot sonar una mica forçat, però que evidencia de manera perfecta un so, i una intenció en la manera de fer música. Durant anys la música lounge va marcar diverses èpoques del segle xx, sota diferents esquemes: solistes, orquestres, instrumentals, sempre sota el mateix tenor: servir d'acompanyament per a reunions socials de cert “nivell”, amb música de qualitat, interpretada per músics a l'altura.
Des de l'inici de la dècada de 1990 es considera aquest corrent musical com una alternativa per a poder tenir una conversa sense estridències i estimuls sensorials, que convidin al públic a calmar-se, posar suaument els peus sobre la terra i entrar en relació amb altres expressions artístiques actuals i molt sofisticades.
En la dècada de 1990 el lounge va tornar a sonar amb força a causa de l'esgotament de gèneres com el trance o el tecno. La gent va buscar refinar la seva oïda amb melodies de bon gust, de sons agradables i atmosfèrics. Ara aquesta tendència es basa més en sons electrònics amb sabor ètnic provinents del món àrab, de Brasil o d'Àfrica. Les més famoses recopilacions de Buddha Bar, Thievery Corporation, Henry Mancini, Nacho Sotomayor el Cafè del Mar o l'Hotel Costes de Paris.
Des d'inicis de 2000 el lounge és sinònim de easy listening (música de fàcil escolta per a un relax rutinari), encara que s'equilibra amb un corrent de música ambiental i "downtempo" força complaent. El lounge és un terme ampli que desborda la música i que reflecteix una manera de vida propi que es reflecteix en la decoració, en les begudes, la moda i el cinema.

## Univers lounge[calcitació]
- Llocs: El bar d'un hotel, un apartament de solter
- Arquitectura: Apartaments tipus loft
- Decoració: Minimalista. Sofàs amplis i còmodes
- Begudes: Martíni, Daiquiri, Margarita, xampany, conyac, ví, gasosa llima-llimona amb rodanxes de llimona
- Cinema: James Bond (amb Sean Connery), Federico Fellini, Maurici Garcés
- TV: Batman, El Sant, la Pantera Rosa, els vengadors